# Haus Obereimer

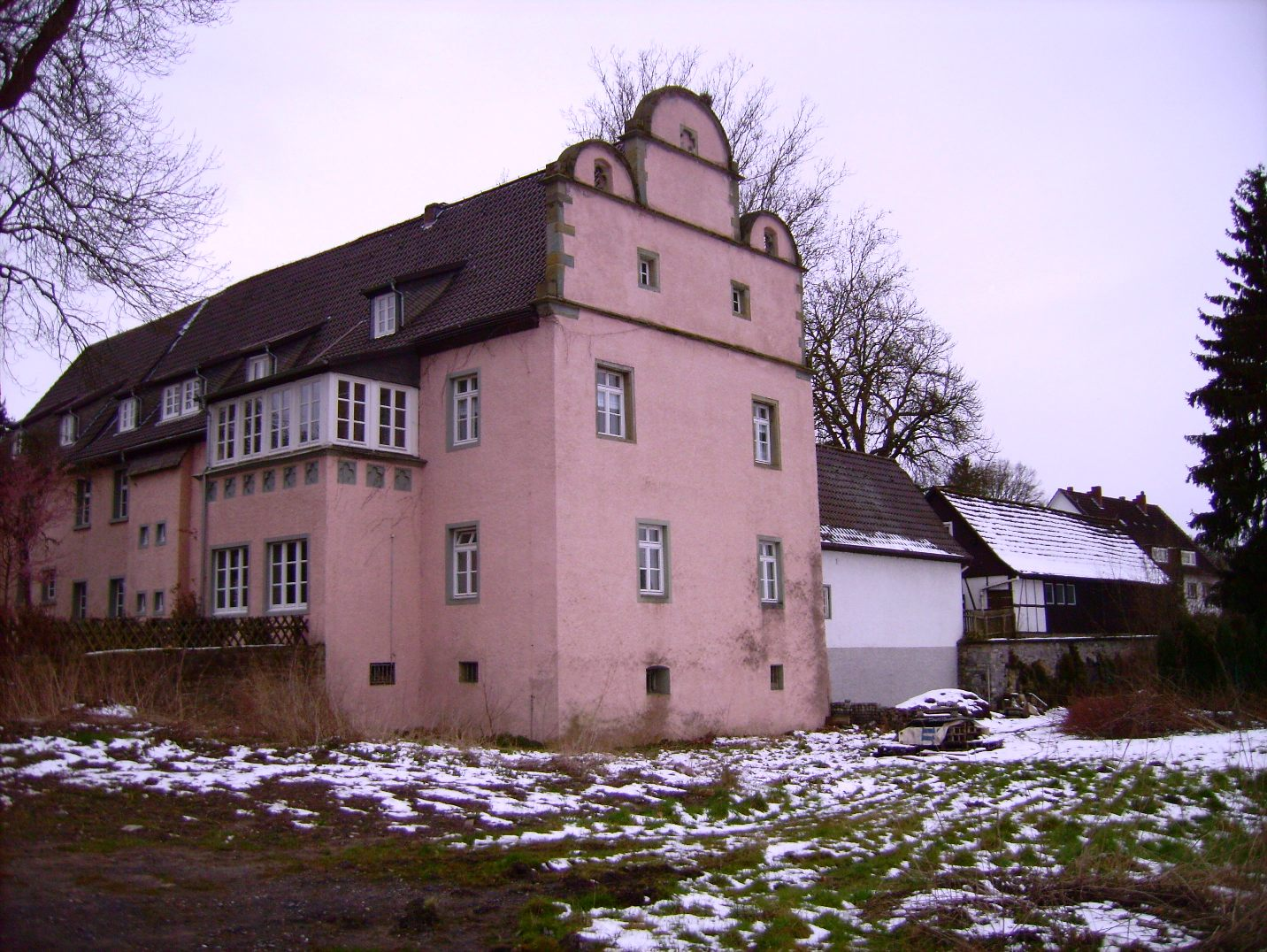
Ehemaliges Torhaus des Hauses Obereimer, heute Kernbau des Forstamtes Arnsberg

Haus Obereimer war ein Gutshof im Besitz der Kurfürsten von Köln und Mittelpunkt des fürstlichen Tiergartens in Arnsberg. Seit dem 19. Jahrhundert befindet sich dort das staatliche Forstamt Arnsberg. Nach dem Gut heißt heute auch das umgebende Stadtquartier Obereimer.

## Geschichte
Im Bereich des heutigen Stadtquartiers gab es im Mittelalter mehrere Bauernhöfe, die verschiedenen Herren abgabenpflichtig waren. Dem kurfürstlichen Oberkellner Hermann (von) Dücker gelang es seit 1627 verschiedene Ländereien und gutsherrlichen Rechte an den Höfen aufzukaufen und in ein von Schatzungen und Contributionalen befreites, landtagsfähiges Rittergut zu verwandeln.
Bei seinem ersten Besuch in Arnsberg hat Kurfürst Maximilian Heinrich von Bayern Gefallen an dem Gut gefunden, dass vom Arnsberger Schloss aus gut sichtbar ist. Dem Wunsch des Kurfürsten nach der Anlage konnte sich Dücker nicht entziehen und verkaufte das Gut für 12.000 Reichstaler an Maximilian Heinrich. Unter anderem mit diesem Geld ließ Dücker mit dem Dückerschen Hof eines der größten Gebäude in der Arnsberger Altstadt errichten.

## Kurfürstliche Projekte
Der Kurfürst kaufte in der Folgezeit weiteren Besitz hinzu. Auf dem Gelände des Gutsbezirkes entstanden in der Folge verschiedene Anlagen. Eine intensive Viehhaltung für den Bedarf des Schlosses sowie zum Verkauf wurde eingeführt. Der Kurfürst ließ einen Baum- und Lustgarten errichten, große Fischteiche wurden angelegt, eine Pulvermühle wurde erbaut, eine neue Landstraße in Richtung Hüsten gebaut. Eine neue mit Kutschen und Fuhrwerken befahrbare Brücke über die Ruhr erleichterte die Verbindung mit der Stadt. Durch einen Stichgraben an der Ruhr wurde Wasserkraft erzeugt, die für den Betrieb eines Hammerwerks benötigt wurde. Daneben entstand ein großes Gestüt. Dieses umfasste bereits 1660 über 60 Pferde. Das Gestüt erreichte unter Kurfürst Clemens August seine größte Bedeutung. Es hatte 1741 110 Pferde. Wegen der hohen Unkosten wurde es 1748 aufgegeben. Stattdessen wurde eine Schweizerei, das heißt eine durch einen Schweizer Experten geleitete Kuhhaltung eingerichtet. Dieses wurde allerdings auch wieder aufgegeben.

## Tiergarten
Das flächenmäßig größte Projekt von Maximilian Heinrich war der kurfürstliche Tiergarten. Ein riesiges Areal der angrenzenden Wälder wurde mit Zäunen später mit Wällen und Verhauen (ähnlich einer Landwehr) die ganze Berge und Täler einschlossen abgegrenzt. Das dort gehegte Wild war für die Befriedigung der Jagdleidenschaft der Kurfürsten und ihrer Gäste gedacht. Die Einhegung war notwendig geworden, weil während des Dreißigjährigen Krieges der Wildbestand stark zurückgegangen war. Im Tierpark wurde das Jägerhaus gebaut. Im 19. Jahrhundert bis in die Mitte des 20. Jahrhunderts war dort ein Bahnhof der Kleinbahn untergebracht. Für den Kurfürsten und seine Gäste wurde für die Jagd an der höchsten Stelle des Tiergartens ein heute noch sichtbarer Schießplatz in Form eines Rondells angelegt.

## Bauten
In die Zeit Maximilian Heinrichs fallen auch erhebliche Baumaßnahmen. Als Torhaus wurde das heutige Forsthaus errichtet. Es hat einen charakteristischen „welschen“ Nordostgiebel. Der Kern des ehemaligen Herrenhauses stammt mindestens aus dem 15. Jahrhundert, könnte aber durchaus auch älter sein. Charakteristisch ist sein großes schiefergedecktes Krüppelwalmdach. Im Laufe der Zeit verschwunden ist ein repräsentatives Barockportal mit dem kurfürstlichen Wappen. Der aus dem 17. Jahrhundert stammende große Pferdestall mit 65 m Länge wurde in der zweiten Hälfte des 20. Jahrhunderts abgebrochen.

## Forstamt
In der Zeit der Zugehörigkeit des Herzogtums Westfalen zu Hessen-Darmstadt wurden Teile des Gutsbesitzes verkauft. Im Gut selber wurde 1804 mit der Errichtung einer Oberförsterei zur Verwaltung des Staatswaldbesitzes eine Behörde begründet, die als Forstamt Obereimer seit 1816 auch in preußischer Zeit weitergeführt wurde. Als Sohn eines dort amtierenden Oberförsters wurde im Forsthaus Obereimer Bernhard Danckelmann, der spätere langjährige Leiter der Forstakademie Eberswalde, geboren.
Bis heute befindet sich dort ein Forstamt. Vor einigen Jahren wurde in einem Neubau eine Forstgenbank eingerichtet, auch ein Jugendwaldheim gehört zur Einrichtung. Durch die Umstrukturierung des Landesbetriebs Wald und Holz in den letzten Jahren unter der Regierung von Jürgen Rüttgers verlor das Forstamt die eigentliche Revierzuständigkeit. Stattdessen wurde 2007 ein Lehr- und Versuchsforstamt eingerichtet. Die Forstgenbank wurde durch den Bereich ökologischer Waldbau aufgewertet. Hinzu kommt eine Forschungsstelle für Jagdkunde und Wildschadensverhütung. Angegliedert ist auch die ehemalige Waldarbeiterschule im Ortsteil Neheim, die heute unter der Bezeichnung „Forstliches Bildungszentrum für Waldarbeit und Forsttechnik“ firmiert.

## Stadtquartier
Das heutige Stadtquartier um das ehemalige Gut Obereimer entstand im Wesentlichen im 20. Jahrhundert durch die Ausweitung der Stadtfläche. In dem Bereich bestehen neben Wohnbebauung zahlreiche Gewerbebetriebe. Unter anderem der holzverarbeitende Betrieb Sauerländer Spanplatte hat hier ihren Sitz.